# Nadège August
Nadège August (uváděná také jako Nadège Auguste) je americká herečka a podcasterka.

## Životopis
August se narodila v Brooklynu v New Yorku, ale od osmi do čtrnácti let vyrůstala na Haiti.
V roce 2001 debutovala ve filmu The Brothers jako Ursula, francouzsky mluvící přítelkyně Cliftona Powella. Od té doby se objevila ve snímcích The Princess Diaries 2: Royal Engagement a ztvárnila hlavní ženskou roli v oceňovaném nezávislém filmu Runt. Také si zahrála a produkovala krátký film Solus, který byl promítán na několika filmových festivalech.
Účinkovala v televizních seriálech Criminal Minds, 1600 Penn, Dexter, ER, The Unit a Accidentally on Purpose. Je tvůrkyní, scenáristkou, výkonnou producentkou a hlavní herečkou webového seriálu Bougie Dilemma na YouTube. Objevila se také jako Joan v seriálu Ruthless od Tylera Perryho na BET+ a ztvárnila Darlene Wilson v seriálu Young Dylan na Nickelodeonu.
August se věnuje také divadlu a je členkou organizace Actors Studio. V roce 2019 získala cenu Desert Theatre League za vynikající herečku ve vedlejší roli za svůj výkon ve hře Good People od Davida Lindsay-Abairea v Coachella Valley Repertory. V roce 2008 byla nominována na cenu NAACP Theatre Award za roli Abbie Putnam v inscenaci Desire Under the Elms od Eugena O'Neilla.
August moderuje týdenní podcast s názvem What the Fockery?